# Бабин зуб
Бабин зуб је излетиште на Старој планини у околини Књажевца и налази се на надморској висини од 1550 m. У близини се налази истоимени планински врх на 1758 m. надморске висине, одакле почиње успон на Миџор, који је највиши планински врх у Србији, без Косова и Метохије, са висином од 2169 m.
Изграђено је неколико скијашких стаза, а на Бабином зубу се налази планински дом и хотел који припада Електропривреди Србије.
У доњем делу Бабиног зуба расте субалпска буква која је данас заштићена зона (парк природе, природно станиште великог броја животињских и биљних врста, од којих су неке ретке и заштићене).
У околини Бабиног зуба налази се велики број извора који чине слив Трговишког Тимока.

## Галерија Бабин зуб
- Бабин зуб сумрак
- Бабин зуб поглед у сумрак
- Бабин зуб поглед на хотел и врх
- Бабин зуб поглед из даљине
- Бабин зуб врх и надстрешница
- Бабин зуб путокази на раскрсници
- Поглед на Миџор са Бабиног зуба
- Осматрачница Бабиног зуба
- Поглед са осматрачнице
- Поглед са осматрачнице испод Бабиног зуба
- Поглед на Бабин зуб са Јабучког равништа
- Стена Бабин зуб
- Осматрачница Бабин зуб
- Поглед на Коњарник подножје жичаре
- Ресторан поред Бабиног зуба
- Бабин зуб скијашка стаза у мају
- Бабин зуб и жичара
- Врх
- Бабин зуб са Коњарника
- Поглед са пута
- Бабин зуб у даљини
- Подножје
- Бабин зуб
- Поглед са Јабучког равништа
- Цвеће
- Пољско цвеће
- Скијашка стаза
- Поглед са Петловог Бојишта
- Бабин зуб зими
- Вегетација Бабиног зуба
- Вегетација Бабиног зуба
- Вегетација Бабиног зуба
- Вегетација Бабиног зуба